# Казарня
Казарня́ (укр. Казарня) — село в Субботцевской сельской общине Кропивницкого района Кировоградской области Украины.
До 2020 года входило в Знаменский район
Население по данным 2024 года составляло 1009 человек. Почтовый индекс — 27443. Телефонный код — 5233. Занимает площадь 2,8 км². Код КОАТУУ — 3522282601.